# Edina Csaba
Edina Csaba (15 maggio 1979) è una schermitrice ungherese, vincitrice di una medaglia d'argento ed una di bronzo ai campionati mondiali di scherma.

## Palmarès
In carriera ha conseguito i seguenti risultati:
- Mondiali di scherma

Lisbona 2002: argento nella sciabola a squadre.
Lipsia 2005: bronzo nella sciabola a squadre.
- Europei di scherma

Bolzano 1999: bronzo nella sciabola individuale.
Mosca 2002: argento nella sciabola a squadre.
Bourges 2003: bronzo nella sciabola individuale.